# École Kei

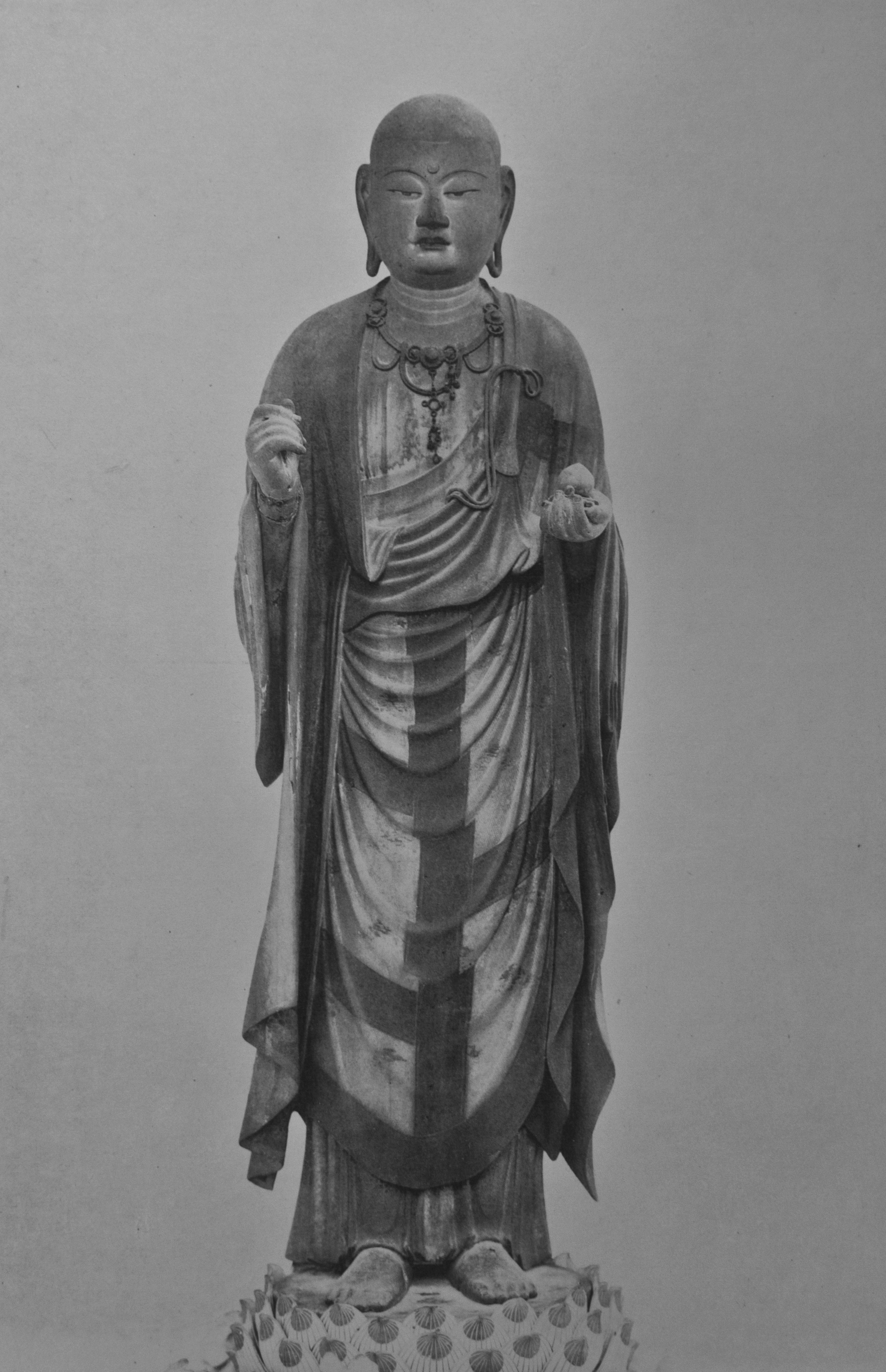
Représentation de Jizō sculptée par Kaikei, membre de l'école Kei.

L’école Kei (慶派, Kei-ha) est une école japonaise de sculpture bouddhiste apparue au début de l'époque de Kamakura (c. 1200). Elle est nommée ainsi en raison du caractère kei (慶) présent dans le nom de ses principaux représentants. Originaire de Nara, l'école domine la sculpture bouddhiste au Japon aux XIIIe et XIVe siècles et reste influente jusqu'au XIXe siècle. Les historiens de l'art considèrent généralement la sculpture de l'école Kei comme le dernier âge d’or de la sculpture japonaise,,.
L'école Kei émerge d'une branche de busshi annexe des grandes écoles de sculpture de Kyoto, la capitale impériale. Contrairement au style de Kyoto empreint d'un classicisme exagéré, les sculpteurs de l'école Kei font émerger un style plus réaliste, expressif et sobre. Chargée des restaurations des temples de Nara détruits en 1180 durant la guerre de Genpei, cette occasion lui permet de se faire connaître dans le Japon et de devenir rapidement l'école la plus réputée. Son style séduit notamment les guerriers (samouraïs), nouveaux maîtres du Japon.
Fondée par Kōkei, les deux sculpteurs les plus représentatifs de l'école sont Unkei et Kaikei, au style réaliste très différent, viril et puissant pour le premier, gracieux et élégant pour le second ; tous deux marquent profondément la sculpture de l'époque et l'histoire des arts japonais.

## Contexte et histoire

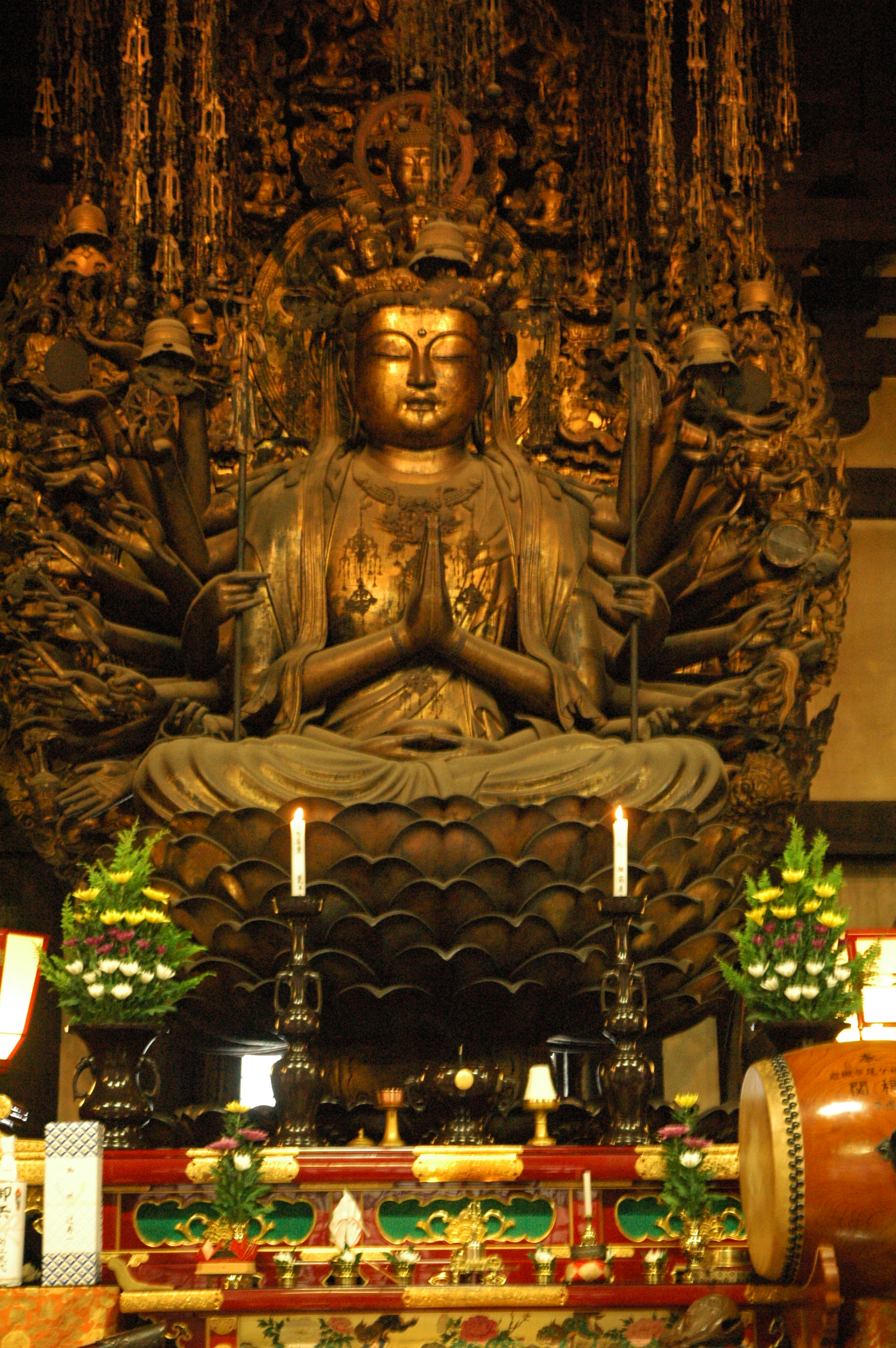
La statue est dans le hall de l'école Kei.

L'école Kei est issue de l'école à la tête de laquelle se trouvaient le busshi Jōchō et ses successeurs Kakujō et Raijō, le fils de celui-ci, parmi les plus grands sculpteurs des générations précédentes. Ces artistes sont parfois crédités de la création de l'école Kei; Quoi qu'il en soit, l'école n'est devenu pleinement reconnue et associée au nom « Kei » que lorsque Kōkei et Unkei ont succédé à Raijō vers 1200. Les six fils d'Unkei et leurs descendants à leur tour se sont succédé à la tête de l'école.
Une grande partie des villes de Nara et de Kyoto a été détruite durant la guerre de Genpei de 1180-1185. L'école Kei a eu l'occasion de restaurer le Tōdai-ji et le Kōfuku-ji, les plus grands temples de Nara, en remplaçant leurs sculptures bouddhistes. Le style puissant et traditionnel de l'école Kei lui a valu la faveur du shogunat de Kamakura. Par ailleurs, l'école de possédait pas les liens politiques impériaux dont disposaient les  écoles « In » et « En » et a donc été choisie par le shogunat pour cet honneur, entraînant l'école dans une période de grand succès et de grande influence.
La restauration du Tōdai-ji s'est poursuivie pendant plusieurs générations, d'environ 1180 à 1212, en s'inspirant considérablement de la sculpture japonaise de l'ère Tenpyō et des styles chinois Song et en introduisant de nouveaux éléments stylistiques tout en restant fidèle à la tradition. De nouvelles formes de représentations iconographiques des hommes apparaissent, plus simples et plus réalistes avec des couleurs plus discrètes. Pour la première fois, des cristaux avec des centres foncés ont été utilisés pour les yeux des statues, tandis que le style de l'école Kei rappelle des éléments de la sculpture de l'époque de Nara, Joan Stanley Baker décrit les œuvres de l'école Kei comme moins idéalisées, génériques et impersonnelles que les œuvres anciennes de Nara. Les sculpteurs de l'école Kei se concentrent sur l'identité distinctive du sujet de chaque statue et sur ses détails physiques.
Le 18 mars 2008, une sculpture du bouddha Dainichi de la fin du XIIe siècle attribuée à Unkei s'est vendue aux enchères chez Christie's pour la somme de 14,37 millions de $, établissant un nouveau record pour les prix de l'art japonais dans une vente aux enchères ainsi que pour les ventes d'art asiatique à New York,.

## Principaux représentants de l'école
Arbre des principaux membres de l'école.
|        |        |        |        |        |        |  |  |      |      |      |      |       |       |       |       |       |       |       |       |       |       | Kōkei  |        |        |        |        |        |       |       |  |  |      |      |      |      |      |      |  |  |        |        |        |        |        |        |  |  |        |        |        |        |        |        |  |  |        |        |        |        |        |        |  |  |        |        |        |        |        |        |  |  |  |  |  |  |          |          |          |          |          |          |  |  |  |  |  |  |  |  |  |  |  |  |  |  |  |  |  |  |  |  |  |  |  |  |  |  |  |  |  |  |  |  |  |  |  |  |  |  |  |  |  |  |
|        |        |        |        |        |        |  |  |      |      |      |      |       |       |       |       |       |       |       |       |       |       |        |        |        |        |        |        |       |       |  |  |      |      |      |      |      |      |  |  |        |        |        |        |        |        |  |  |        |        |        |        |        |        |  |  |        |        |        |        |        |        |  |  |        |        |        |        |        |        |  |  |  |  |  |  |          |          |          |          |          |          |  |  |  |  |  |  |  |  |  |  |  |  |  |  |  |  |  |  |  |  |  |  |  |  |  |  |  |  |  |  |  |  |  |  |  |  |  |  |  |  |  |  |
|        |        |        |        |        |        |  |  |      |      |      |      |       |       |       |       |       |       |       |       |       |       |        |        |        |        |        |        |       |       |  |  |      |      |      |      |      |      |  |  |        |        |        |        |        |        |  |  |        |        |        |        |        |        |  |  |        |        |        |        |        |        |  |  |        |        |        |        |        |        |  |  |  |  |  |  |          |          |          |          |          |          |  |  |  |  |  |  |  |  |  |  |  |  |  |  |  |  |  |  |  |  |  |  |  |  |  |  |  |  |  |  |  |  |  |  |  |  |  |  |  |  |  |  |
|        |        |        |        |        |        |  |  |      |      |      |      | Unkei | Unkei | Unkei | Unkei | Unkei | Unkei |       |       |       |       | Jōkaku | Jōkaku | Jōkaku | Jōkaku | Jōkaku | Jōkaku |       |       |  |  |      |      |      |      |      |      |  |  |        |        |        |        |        |        |  |  |        |        |        |        |        |        |  |  | Kaikei | Kaikei | Kaikei | Kaikei | Kaikei | Kaikei |  |  |        |        |        |        |        |        |  |  |  |  |  |  | Jōkei I  | Jōkei I  | Jōkei I  | Jōkei I  | Jōkei I  | Jōkei I  |  |  |  |  |  |  |  |  |  |  |  |  |  |  |  |  |  |  |  |  |  |  |  |  |  |  |  |  |  |  |  |  |  |  |  |  |  |  |  |  |  |  |
|        |        |        |        |        |        |  |  |      |      |      |      | Unkei | Unkei | Unkei | Unkei | Unkei | Unkei |       |       |       |       | Jōkaku | Jōkaku | Jōkaku | Jōkaku | Jōkaku | Jōkaku |       |       |  |  |      |      |      |      |      |      |  |  |        |        |        |        |        |        |  |  |        |        |        |        |        |        |  |  | Kaikei | Kaikei | Kaikei | Kaikei | Kaikei | Kaikei |  |  |        |        |        |        |        |        |  |  |  |  |  |  | Jōkei I  | Jōkei I  | Jōkei I  | Jōkei I  | Jōkei I  | Jōkei I  |  |  |  |  |  |  |  |  |  |  |  |  |  |  |  |  |  |  |  |  |  |  |  |  |  |  |  |  |  |  |  |  |  |  |  |  |  |  |  |  |  |  |
|        |        |        |        |        |        |  |  |      |      |      |      |       |       |       |       |       |       |       |       |       |       |        |        |        |        |        |        |       |       |  |  |      |      |      |      |      |      |  |  |        |        |        |        |        |        |  |  |        |        |        |        |        |        |  |  |        |        |        |        |        |        |  |  |        |        |        |        |        |        |  |  |  |  |  |  |          |          |          |          |          |          |  |  |  |  |  |  |  |  |  |  |  |  |  |  |  |  |  |  |  |  |  |  |  |  |  |  |  |  |  |  |  |  |  |  |  |  |  |  |  |  |  |  |
| Tankei | Tankei | Tankei | Tankei | Tankei | Tankei |  |  | Kōun | Kōun | Kōun | Kōun | Kōun  | Kōun  |       |       | Kōbei | Kōbei | Kōbei | Kōbei | Kōbei | Kōbei |        |        | Kōshō  | Kōshō  | Kōshō  | Kōshō  | Kōshō | Kōshō |  |  | Unga | Unga | Unga | Unga | Unga | Unga |  |  | Unjo   | Unjo   | Unjo   | Unjo   | Unjo   | Unjo   |  |  | Gyōkai | Gyōkai | Gyōkai | Gyōkai | Gyōkai | Gyōkai |  |  | Eikai  | Eikai  | Eikai  | Eikai  | Eikai  | Eikai  |  |  | Chōkai | Chōkai | Chōkai | Chōkai | Chōkai | Chōkai |  |  |  |  |  |  | Jōkei II | Jōkei II | Jōkei II | Jōkei II | Jōkei II | Jōkei II |  |  |  |  |  |  |  |  |  |  |  |  |  |  |  |  |  |  |  |  |  |  |  |  |  |  |  |  |  |  |  |  |  |  |  |  |  |  |  |  |  |  |
| Tankei | Tankei | Tankei | Tankei | Tankei | Tankei |  |  | Kōun | Kōun | Kōun | Kōun | Kōun  | Kōun  |       |       | Kōbei | Kōbei | Kōbei | Kōbei | Kōbei | Kōbei |        |        | Kōshō  | Kōshō  | Kōshō  | Kōshō  | Kōshō | Kōshō |  |  | Unga | Unga | Unga | Unga | Unga | Unga |  |  | Unjo   | Unjo   | Unjo   | Unjo   | Unjo   | Unjo   |  |  | Gyōkai | Gyōkai | Gyōkai | Gyōkai | Gyōkai | Gyōkai |  |  | Eikai  | Eikai  | Eikai  | Eikai  | Eikai  | Eikai  |  |  | Chōkai | Chōkai | Chōkai | Chōkai | Chōkai | Chōkai |  |  |  |  |  |  | Jōkei II | Jōkei II | Jōkei II | Jōkei II | Jōkei II | Jōkei II |  |  |  |  |  |  |  |  |  |  |  |  |  |  |  |  |  |  |  |  |  |  |  |  |  |  |  |  |  |  |  |  |  |  |  |  |  |  |  |  |  |  |
|        |        |        |        |        |        |  |  | Kōen | Kōen | Kōen | Kōen | Kōen  | Kōen  |       |       |       |       |       |       |       |       |        |        | Kōsei  | Kōsei  | Kōsei  | Kōsei  | Kōsei | Kōsei |  |  |      |      |      |      |      |      |  |  | Kōshun | Kōshun | Kōshun | Kōshun | Kōshun | Kōshun |  |  |        |        |        |        |        |        |  |  |        |        |        |        |        |        |  |  |        |        |        |        |        |        |  |  |  |  |  |  |          |          |          |          |          |          |  |  |  |  |  |  |  |  |  |  |  |  |  |  |  |  |  |  |  |  |  |  |  |  |  |  |  |  |  |  |  |  |  |  |  |  |  |  |  |  |  |  |
|        |        |        |        |        |        |  |  | Kōen | Kōen | Kōen | Kōen | Kōen  | Kōen  |       |       |       |       |       |       |       |       |        |        | Kōsei  | Kōsei  | Kōsei  | Kōsei  | Kōsei | Kōsei |  |  |      |      |      |      |      |      |  |  | Kōshun | Kōshun | Kōshun | Kōshun | Kōshun | Kōshun |  |  |        |        |        |        |        |        |  |  |        |        |        |        |        |        |  |  |        |        |        |        |        |        |  |  |  |  |  |  |          |          |          |          |          |          |  |  |  |  |  |  |  |  |  |  |  |  |  |  |  |  |  |  |  |  |  |  |  |  |  |  |  |  |  |  |  |  |  |  |  |  |  |  |  |  |  |  |
|        |        |        |        |        |        |  |  |      |      |      |      |       |       |       |       |       |       |       |       |       |       |        |        |        |        |        |        |       |       |  |  |      |      |      |      |      |      |  |  | Kōsei  |        |        |        |        |        |  |  |        |        |        |        |        |        |  |  |        |        |        |        |        |        |  |  |        |        |        |        |        |        |  |  |  |  |  |  |          |          |          |          |          |          |  |  |  |  |  |  |  |  |  |  |  |  |  |  |  |  |  |  |  |  |  |  |  |  |  |  |  |  |  |  |  |  |  |  |  |  |  |  |  |  |  |  |

Note : les lignes pleines indiquent les relations filiales, les lignes pointillées les relations d'apprentissage.

### Kōkei
L'ascendance de Kōkei (XIIe) n'est pas connue avec certitude, mais il prend à la suite de Seichō la direction de la modeste branche des busshi de Nara. Maître d'Unkei et Kaikei, il participe avec ses élèves aux restaurations des temples de Nara détruits en 1180. Bien qu'il soit considéré comme le fondateur de l'école Kei, le style de Kōkei est encore empreint des canons et de l'iconographie de Kyoto. Toutefois, il se ressent déjà dans ses œuvres une tendance au naturalisme probablement inspirée des sculptures de la période Tenpyō au VIIIe siècle, époque où Nara était la capitale. Il a réalisé ses œuvres les plus connues pour le Nanendō (Salle octogonale sud) du Kōfuku-ji vers 1189, dont les six patriarches de la secte Hossō, les quatre rois gardiens et un Fukūkenjaku Kannon.

### Unkei
Fils et apprenti de Kōkei, Unkei (1150?-1223) est considéré comme le principal sculpteur de son temps, devant ou éventuellement à égalité avec Kaikei,. Il fait preuve très tôt d'une excellente technique et étudie jeune la sculpture traditionnelle de Nara, puis forge et personnalise son style par des voyages dans l'est, où la nouvelle capitale Kamakura est établie, et à Kyoto, capitale impériale,. Durant les années 1180 et 1190, il travaille pour les grands temples de Nara, dont le Kōfuku-ji et le Tōdai-ji, ainsi qu'au Tō-ji de Kyoto et divers temples plus modestes. Maître de l'école depuis 1195, ces travaux lui attirent une reconnaissance nationale, l'estime du shogun et le plus haut titre honorifique de hōin en 1203,. À la fin des années 1210, il réalise au Kōfuku-ji ses plus grands chefs-d’œuvre, trois statues de Miroku, Mujaku et Seshin. La fin de sa carrière, moins documentée, est souvent l'occasion de travailler pour le compte de samouraïs.
Le style d'Unkei est marqué par un réalisme parfait. Durant le début de sa carrière, ses statues sont empreintes d'héroïsme, d'une impression de force et de mouvements virile et puissante. Arrivé à la maturité, il personnifie son travail comme jamais auparavant, notamment les visages où il exprime les émotions et la qualité humaine de chacun de ses sujets. Son style est repris ou copié par de nombreux sculpteurs de l'époque de Kamakura.

### Kaikei
Kaikei est un apprenti de Kōkei, considéré comme le seul rival d'Unkei. Maîtrisant les techniques et l'art réaliste de l'école, il participe grandement aux travaux de restauration des grands temples de Nara dans les années 1180 et 1190, essentiellement au Tōdai-ji. Au tournant du siècle, il étudie et expérimente divers styles de sculpture japonais et chinois pour finalement former un art personnel nommé An’amiyō, qu'il applique principalement aux statues du bouddha Amida. Il œuvre alors tant pour l'école Kei que pour son propre atelier, et produit divers chefs-d’œuvre au Tōdai-ji, dont les représentations de Jizō et de Hachiman. La fin de sa vie, qu'il consacre aux représentations d'Amida, voit chez l'artiste une certaine perte de vigueur. Son style lui attire néanmoins une grande reconnaissance, si bien que la grande majorité des sculptures de l'époque adoptent soit l'art d'Unkei, soit l'art de Kaikei.
Le style An’amiyō, également d'inspiration très réaliste, reflète le caractère plus paisible de Kaikei par l'élégance, la grâce, la dignité et la beauté intellectuelle, loin de la virilité qu'imprègne Unkei,. Il propose également une approche novatrice de l'iconographie amidiste avec de petites statues fines, à la posture debout et aux couleurs très soignées.

### Jōkei et Higo Jōkei
Jōkei (fin XIIe début XIIIe) et Higo Jōkei (début XIIIe), aussi nommés Jōkei I et Jōkei II, sont deux sculpteurs au lignage très incertain. Le premier produit plusieurs sculptures réputées au Kōfuku-ji, dont les statues de Yuima et Monju au kondō de l’Est et une paire de Niō (sans preuve formelle) dans les années 1190 et début des années 1200. Le second, probablement actif à partir des années 1220, travaille pour de nombreux temples à travers le Japon ainsi que le shogunat. Ces deux artistes sont connus pour leur style original, qui incorpore des éléments de l'art de la Chine des Song au style réaliste et dynamique d'Unkei. Les influences Song caractérisent certaines des productions de l'école Kei, mais sont particulièrement tangibles chez ces deux sculpteurs qui contribuent à l'enrichissement de la sculpture de l'époque,.

### Tankei
Tankei (1173–1256) est le fils ainé et l'apprenti d'Unkei, qui reprend la direction de l'école Kei à sa suite en 1223. Bien que les sources documentaires démontrent une activité soutenue, il reste peu de ses œuvres de nos jours. Il travaille pour les grands temples de Nara aux côtés de son père, de Kaikei et d'autres, et œuvre également à partir des années 1220 au plus tard à Kyoto. À la fin de sa vie, il est chargé du projet de restauration des statues du Sanjūsangen-dō, où il supervise notamment l'imposante statue de Senju Kannon. Tankei perpétue le style d'Unkei mais y imprègne plus de douceur et quelques influences Song. Il parvient ainsi à concevoir un art propre, bien que jugé moins expressif et personnalisé que celui de son père,.

### Kōen
Kōen (1207–1284 ou 1285) est le petit-fils d'Unkei, fils de Kōun ou éventuellement de Tankei,. Il œuvre aux côtés de Tankei au Sanjūsangen-dō et prend la direction de l'école à sa suite en 1256. Son activité est très soutenue tant à Kyoto qu'à Nara, si bien qu'une trentaine de ses sculptures nous sont parvenues. Le style de Kōen s'inscrit également dans la suite de celui d'Unkei, avec plus de sensibilité dans la représentation des émotions. Toutefois, son art est moins réputé que celui de son ancêtre, car trop formalisé, moins expressif et privilégiant des statues plus petites,. Il annonce la sculpture tardive de l'époque de Kamakura, qui marque le déclin de l'école.